# Dąbrowa (Kalisz)
Pour les articles homonymes, voir Dąbrowa.
Dąbrowa est une localité polonaise de la gmina de Koźminek, située dans le powiat de Kalisz en voïvodie de Grande-Pologne.